# Ilse De Winne (personage)
Ilse De Winne is een personage uit de Vlaamse ziekenhuisserie Spoed dat werd gespeeld door Aza Declercq. Ze was een vast personage van 2003 tot 2004.

## Personage
Ilse De Winne komt in seizoen 6 haar jeugdvriendin Babs tijdelijk vervangen op de spoedafdeling, wanneer die enkele maanden op stage naar Italië gaat. Wanneer ze later te horen krijgt dat Babs omgekomen is, is ze zeer aangeslagen en is ze tegelijk een grote steun voor Bob, die met Babs verloofd was.
Op verzoek van Luc Gijsbrecht blijft Ilse op de spoedafdeling werken. Na verloop van tijd wordt het echter wel duidelijk dat ze haar oude job mist, zeker wanneer na renovaties de kinderkamer van de spoedafdeling verdwijnt. Ze vindt het ook helemaal niet leuk dat ze als enige lid van het team stand-by moet blijven tijdens het huwelijk van Mel en Hofkens.

### Vertrek
Marijke Willems, diensthoofd van de dienst Pediatrie vraagt Ilse om verder op haar dienst door te werken als pediater. Ilse moet daar geen twee keer over nadenken en neemt haar oude job met beide handen weer aan. Ze wordt opgevolgd door Iris Van de Vijver.

## Familie
- Frank Van Puyenbroek (echtgenoot)